# Wallenia
Wallenia är ett släkte av viveväxter. Wallenia ingår i familjen viveväxter.

## Dottertaxa tillWallenia, i alfabetisk ordning[1]
- Wallenia apiculata
- Wallenia aquifolia
- Wallenia bumelioides
- Wallenia calyptrata
- Wallenia clusioides
- Wallenia corymbosa
- Wallenia crassifolia
- Wallenia discolor
- Wallenia ekmanii
- Wallenia elliptica
- Wallenia erythrocarpa
- Wallenia fawcettii
- Wallenia formonensis
- Wallenia gracilis
- Wallenia grisebachii
- Wallenia hughsonii
- Wallenia ilicifolia
- Wallenia jacquinioides
- Wallenia lamarckiana
- Wallenia laurifolia
- Wallenia lepperi
- Wallenia maestrensis
- Wallenia punctulata
- Wallenia purdieana
- Wallenia purpurascens
- Wallenia subverticillata
- Wallenia sylvestris
- Wallenia urbaniana
- Wallenia venosa
- Wallenia xylosteoides
- Wallenia yunquensis